# クロツリバナ
クロツリバナ（黒吊花、学名：Euonymus tricarpus ）は、ニシキギ科ニシキギ属の落葉低木。別名、ムラサキツリバナ（紫吊花）。

## 特徴
樹高は2-3mになる。今年枝は緑色でなめらか、前年枝は紫褐色で、古い幹の樹皮は灰色になる。冬芽は長さ7-12mmで、芽鱗は7-10個が瓦重状に並ぶ。葉は年枝ごとに1-3対対生し、葉身は長さ2.5-12cm、幅1.5-9cm、形は楕円形で、先端は鋭くとがり、基部はくさび形ないし円形となる。縁には細かい鋸歯があり、葉の両面とも無毛で、いちじるしいしわがあり、表面の葉脈はくぼみ、裏面で隆起する。葉柄は長さ5-10mmになる。
花期は6-7月。今年枝と前年枝の間にある芽鱗痕わきから、長さ2.5-5cmになる1対の集散花序を垂れ下げる。総花柄は長さ2-4cmで、その先に径約8mmの暗紫色の花をふつう3個つける。花柄は長さ5-10mmになる。萼裂片は5個で、広卵形で長さ約1.5mm。花弁は5個あり、ほぼ円形で径約3mmで、内面に微突起が密生する。雄蕊は5本あり、花盤の上につき花糸はほとんどない。子房は花盤に半ば埋もれ、花柱はほとんどない。果実は蒴果で9-10月に紅色に熟し、長い3翼をもつ倒三角錐形になり、3個に裂開し、橙赤色の仮種皮に包まれた種子が露出する。

## 分布と生育環境
日本では、北海道、本州中部地方以北に分布し、亜高山帯の林縁に生育する。国外では樺太に分布する。

## 分類
学名は、YList に従ったが、The Plant List によれば、本種は、Euonymus sachalinensis (F.Schmidt) Maxim. を標準とし、Euonymus tricarpus Koidz. 、Euonymus sachalinensis var. tricarpus (Koidz.) Kudo は、そのシノニムとしている。

## 和名・学名の由来
同属のツリバナに似ているが、花が暗紫色であることから、クロツリバナ（黒吊花）という。また、種小名の tricarpus は、「三果の」を、sachalinensis は、「サハリン（樺太）の」を意味する。

## ギャラリー
- 花は暗紫色で5数性。